# Amphigerontiinae
Amphigerontiinae (лат.) — подсемейство сеноедов из семейства древесных вшей (собственно сеноедов).

## Описание
Край задних крыльев опушен между ветвями RS. Гипандрий самца образован восьмым и девятым стернитами, симметричный, на вершине трёхдольный, парамеры дистально разделённые. Дорсальная створка яйцеклада оканчивается длинным заострённым выростом.

## Систематика
В составе подсемейства:
- Amphigerontia
- Anomaloblaste
- Blaste
- Blastopsocidus
- Blastopsocus
- Chaetopsocidus
- Chilopsocus
- Disopsocus
- Elaphopsocus
- Elytropsocus
- Epiblaste
- Euclismioides
- Indoblaste
- Javablaste
- Kaindipsocus
- Lasiopsocus
- Metagerontia
- Neoblaste
- Neopsocopsis
- Pentablaste
- Stylatopsocus